# Bielle (Italie)
Pour les articles homonymes, voir Bielle.
Bielle, en italien Biella, et Biela en piémontais, est une ville italienne d'environ 46 000 habitants, chef-lieu de la province de même nom dans le Piémont. Son nom est parfois francisé en Bielle, notamment en tant que chef-lieu d'arrondissement du département de la Sézia créé en 1802.

## Géographie
- 1Carte dynamique
- 2Carte Openstreetmap
- 3Carte topographique
- 4Carte avec les communes environnantes

Bielle est située à environ 80 km au nord de Turin et à environ 80 km à l'ouest-nord-ouest de Milan.
Elle est située dans les contreforts des Alpes, dans le massif Bo près du Mt. Mucrone et Camino, une région riche en sources et en lacs, au cœur des Alpes Biellese, irriguée par les torrents de montagne : l'Elvo à l'ouest de la ville, l'Oropa et le Cervo à l'est.
Le Sanctuaire d'Oropa est un site de pèlerinages religieux situé près de la ville. En 2003, le Mont Sacré d'Oropa a été inscrit par l'UNESCO sur la Liste du patrimoine mondial.

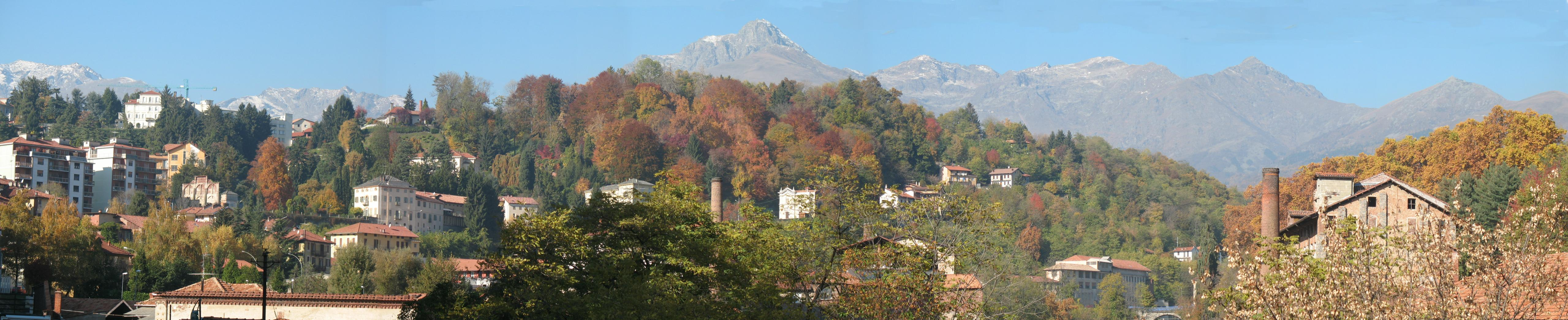
Panorama de la ville.

## Histoire

### Antiquité
L'ancien nom de la ville était Bugella Civitas, nom qui n'est pas d'origine latine, mais latinisé.
D'après des pièces préhistoriques, il est presque sûr que les premiers habitants du territoire furent les Celtes et les Ligures qui s'installèrent tout près des cours d'eau et s'adonnèrent à la chasse, à la pêche et à l'élevage.
Dans la première moitié du XXe siècle, des outils de travail et des bijoux qui remontent à l'âge du bronze sont retrouvés sur la colline où se trouve le « Parco della Burcina ».

### Moyen Âge
Le nom de la ville apparaît pour la première fois sous la forme Bugella dans un document de 826 sous l'administration de Louis le Pieux, fils de Charlemagne.
Au Xe siècle la ville était habitée par des Alamans, les Lombards et les Francs, qui ont construit les murs comme un moyen de défense contre les invasions extérieures. Les vestiges restant de cette période comprennent le baptistère lombard roman et l'église adjacente de San Stefano, autour de laquelle la ville s'est développée : elle est la cathédrale d'aujourd'hui, bien que le bâtiment originel datant du Ve siècle ait été démoli en 1872.
Le 12 avril 1160, Huguccio, évêque de Verceil, accorde des privilèges commerciaux importants à toute personne résidant sur la colline de Piazzo, comme un lieu de refuge contre la guerre entre les guelfes et les gibelins de Verceil : ce fut la naissance de Borgo del Piazzo, site de la place publique, la Piazza Cisterna, et un palais donnant sur elle, dont les portes ont des chapiteaux de pierre et des ornements en terre cuite.
Le château de l'évêque Huguccio a été détruit dans une révolte en 1377 qui a conduit à l'assujettissement de Bielle sous le joug de la maison de Savoie.

### L'époque moderne
Aux XIVe et XVe siècles, la famille Visconti est en concurrence avec la Savoie pour la possession de la région de Bielle. Le XVIIe siècle voit une compétition similaire entre les forces françaises et espagnoles, Bielle a effectivement été occupée en 1704.
En 1798, Bielle est de nouveau occupée par les Français, et après la bataille de Marengo, elle est formellement annexée par la France. Après le congrès de Vienne, elle revint au Piémont-Savoie. De 1802 à 1814, Bielle fut le chef-lieu de l'arrondissement éponyme, dans le département de la Sésia, créé le 11 septembre 1802, dans le cadre de la nouvelle organisation administrative mise en place par Napoléon Ier en Italie et supprimé le 11 avril 1814, après la chute de l'Empire.
En 1859, Bielle est assiégée par les Autrichiens, mais Garibaldi parvient à mettre un terme au siège, et la ville devient une partie de la province de Novare, perdant son statut de capitale régionale qu'elle avait reçu au XVIIe siècle de Charles-Emmanuel Ier de Savoie.
Durant la Seconde Guerre mondiale, Bielle est le théâtre de la résistance armée.
En 1992, la nouvelle province de Biella est formée à partir du nord-ouest de la province de Verceil.

## Culture
Pendant de nombreuses années, Biella était le lieu du concours national de chorale, organisé par les Chœurs du Piémont qui a vu la participation des chorales de toute l'Italie. Chaque année, vers la fin du mois d'octobre, a lieu le festival de Bielle qui attire des auteurs-compositeurs de toute l'Italie et au-delà. Il en est maintenant à sa huitième année d'existence.

## Monuments et patrimoine
- Mont Sacré d'Oropa (à une douzaine de kilomètres de la ville)

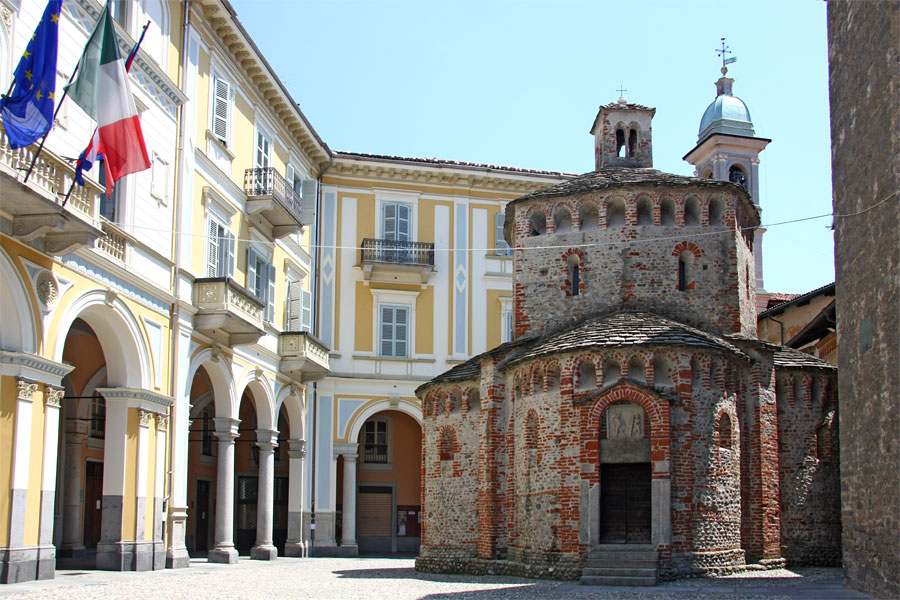
Baptistère de Bielle.

Dans la ville même de Bielle, Le bourg médiéval du Piazzo avec son noyau historique, plein d'atmosphère médiévale et de palais des XVe et XVIe siècles, et la ville basse avec la présence de certains monuments importants comme le Baptistère (Xe et XIe siècles), des fresques romanes du XIIIe siècle, à côté de la cathédrale.
L'église de la Renaissance de San Sebastian (1504) a conservé intactes les peintures des artistes du Piémont.
Le cloître de San Sebastian est le siège du Musée du Territoire, où ils sont exposés les restes d'une nécropole romaine, des céramiques et des peintures, en particulier les deux derniers siècles.

## Églises
- Cathédrale de Biella
- Chiesa di San Paolo
- Chiesa di San Sebastiano
- Chiesa della Santissima Trinità
- Chiesa di San Giacomo
- Chiesa di San Filippo
- Chiesa del Regno di Dio
- Chiesa di Santa Maria Assunta
- Chiesa di San Biagio
- Chiesa Evangelica Internazionale
- Chiesa Evangelica di Sion

## Économie
En 1245, les statuts de Bielle se référaient déjà à la filature de la laine et aux guildes de tisserands : rien d'étonnant compte tenu des pâturages de la région de haute montagne et de l'approvisionnement en eau abondante pour le lavage en molleton et les usines de mise sous tension.
Au cours des XVIIe et XVIIIe siècles, comme ailleurs en Italie, la soie était une industrie importante, et une manufacture de soie a été construite dans la ville en 1695 : en 1835, cependant, l'histoire textile de la ville revient vers la laine lorsque le même bâtiment a été mis à profit comme une usine de laine avec l'introduction de métiers mécaniques. Cette usine a placé Bielle à la pointe des améliorations modernes de l'industrie.
Depuis 1999/2000, une crise dans le secteur a contraint de nombreuses usines de laine locales à délocaliser, car elles ne peuvent rivaliser avec les prix extrêmement bas de tissus et de vêtements en provenance de Chine.
Bielle est le siège de sociétés d'habillement multinationales : Fila, Ermenegildo Zegna, Cerruti. Bielle est aussi le siège de la brasserie Birra Menabrea (bière) et Banca Sella (banque).

## Administration
| Période                                  | Période   | Identité          | Étiquette                  | Qualité |
| ---------------------------------------- | --------- | ----------------- | -------------------------- | ------- |
| juin 2009                                | juin 2014 | Donato Gentile    | Le Peuple de la liberté    |         |
| juin 2014                                | juin 2019 | Marco Cavicchioli | Parti démocrate            |         |
| juin 2019                                | juin 2024 | Claudio Corradino | Ligue pour Salvini Premier |         |
| juin 2024                                | En cours  | Marzio Olivero    | Frères d'Italie            |         |
| Les données manquantes sont à compléter. |           |                   |                            |         |

### Communes limitrophes
Andorno Micca, Candelo, Cossato, Fontainemore (AO), Gaglianico, Occhieppo Inferiore, Occhieppo Superiore, Pettinengo, Pollone, Ponderano, Pralungo, Ronco Biellese, Sagliano Micca, San Paolo Cervo, Sordevolo, Tollegno, Vigliano Biellese, Zumaglia

### Jumelages
La commune de Bielle est jumelée avec :
- Tourcoing (France) depuis le 19 octobre 1968 ;
- Kiryu (Japon) ;
- Arequipa (Pérou) ;
- Weihai (Chine).

## Sport
- Angelico Biella

La ville organise chaque année en mai un tournoi de tennis sur terre battue du circuit ATP Challenger Tour.

## Personnages liés à la commune
- Pietro Micca
- Amedeo Avogadro (comte de Quaregna et de Cerreto)
- Tavo Burat, écrivain et journaliste
- Nino Cerruti (1930-2022), fondateur de la maison de luxe éponyme, né à Bielle
- Piergiorgio Frassati
- Luciana Frassati
- Alberto Gilardino
- Ezio Greggio
- Alberto La Marmora
- Alfonso La Marmora
- Alessandro La Marmora
- Piero Liatti
- Stefano Beltrame
- Vittorio Pozzo
- Elisabetta Perrone
- Les alpinistes Quintino et Vittorio Sella
- Ermenegildo Zegna
- Davide Dato, danseur classique
- Silvia Avallone, écrivaine
- Riccardo Gualino, industriel, mécène et producteur de cinéma (1879-1964)

## Sources
- (en) Cet article est partiellement ou en totalité issu de l’article de Wikipédia en anglais intitulé « Biella » (voir la liste des auteurs).

- (it) Cet article est partiellement ou en totalité issu de l’article de Wikipédia en italien intitulé « Biella » (voir la liste des auteurs).

### Articles liés
- Mont Sacré d'Oropa
- Sanctuaire d'Oropa
- Liste des villes italiennes de plus de 25 000 habitants